# 최고재판소 장관
최고재판소 장관(일본어: 最高裁判所長官 사이코사이반쇼조칸[*])은 일본의 최고재판소의 장이다. 최고재판소 재판관 한 사람인 동시에 최고재판소를 대표하는 지위를 가진다. 사법행정 사무를 수행하는 재판관 회의를 총괄한다.
최고재판소는 장관 1명과 판사 14명, 총 15명으로 구성되는데 이들을 최고재판소 재판관이라 한다. 최고재판소 장관은 내각이 지명하고 천황이 임명한다. 이에 비해 최고재판소 판사는 내각이 임명하고 천황이 인증한다.
최고재판소 장관은 내각총리대신, 중의원 의장 및 참의원 의장과 함께 3권의 장이라고 불린다.
최고재판소 장관의 보수는 「재판관의 보수 등에 관한 법률」에 따라 총리대신과 동액으로 한다.

## 호칭
「일본국 헌법」은 “최고재판소의 장인 재판관”(동법 §6② 및 §79①)이라고만 할 뿐 직접적으로 최고재판소 장관이란 표현을 사용하고 있지 않다. 한편 「재판소법」은 “최고재판소의 재판관은 그 장인 재판관을 최고재판소 장관으로 … 한다.”(동법 §5①)라고 명확히 규정하고 있다.
친임식 때 수여되는 관기에도 '최고재판소 장관에 임명한다.'고 기재되어 있는 점에서 최고재판소 장관은 관명에 해당한다. 이에 비해 헌법의 표현인 최고재판소의 장인 재판관은 관명에 해당하지 않는다. 원래 신헌법의 원안에는 장인 재판관과 그 외의 재판관을 구분하지 않았다. 하지만 심의 과정에서 총리대신의 임명권은 천황에 귀속되는 데 반해 최고재판소 재판관의 임명권은 전적으로 내각에 귀속되는 것은 옳지 않다는 의견이 나왔다. 이에 3권의 장인 총리대신과의 균형을 맞추기 위해 장관의 임명권이 천황에 귀속되어야 한다는 주장이 헌법에도 반영된 것이다. 따라서 헌법에 등장하는 최고재판소의 장인 재판관이란 표현은 다른 재판관과 임명 주체가 다르다는 것을 구별하기 위해 사용된 용어에 불과하다.

## 지명·임명과 임기
최고재판소 장관은 내각이 지명하여 국사행위로서 천황이 임명하는데 대부분 최고재판소 판사 중에서 임명한다. 최고재판소 재판관은 식견이 높고 법률 교양이 있는 40세 이상인 사람 중에서 임명한다. 다만 최소 10명은 10년 이상 고등재판소 장관이나 판사로 근무했거나 20년 이상 간이재판소 판사, 검찰관, 변호사, 법률로 정한 대학의 법률학 교수·부교수로 재직한 사람을 임명해야 한다.
대체로 재판관 출신 장관이 많으며 역대 장관 중에서 재판관 출신이 아닌 경우는 4명밖에 없다. 1979년 이후엔 모든 장관이 재판관 출신으로만 임명되고 있다. 행정학자 신도 무네유키는 최고재판소 장관의 지명 근거가 사무총국에서 사법관료 근무하면서 쌓은 경력·행정 능력과 지방재판소 부 총괄, 고등재판소 부 총괄, 지방재판소장, 고등재판소 장관을 거치면서 재판소 실무인 공소 지휘 능력이나 인사·조직관리 능력을 균형있게 평가하여 이루어진다고 유추했다.
최고재판소 장관의 임기는 재판관과 같은 정년 70세까지다. 정년이 가까워지면 장관은 총리대신에게 차기 장관으로 누가 적임자인지 의견을 개진하는 것이 관례다. 총리대신은 장관의 의견을 바탕으로 차기 장관을 각의로 지명한다. 따라서 최고재판소 장관을 지명하는 실질적인 주체는 전임 장관이 된다. 다만 총리대신에게 의견을 개진하기 전에 전직 장관이나 판사, 법조계 인사에게 의견을 구하기도 한다. 이러한 관례는 2대 장관 다나카 고타로가 3대 장관으로 요코타 기사부로를 적임자로 추천한 것에서 유래했다.
최고재판소 재판관 국민심사는 이전 심사로부터 10년이 지나야 재심사를 받으므로 최고재판소 판사가 최고재판소 장관에 취임했다고 하여 다시 심사를 거쳐야 하는 일은 없다.

## 권한

### 사법권
사법권의 행사, 즉 재판소의 심리에 관하여 최고재판소 장관은 다른 재판관과 큰 차이가 없으며 우월적 지위를 갖지도 않는다. 이 점에 있어서 내각총리대신이 중심이 되어 다른 국무대신에 비해 큰 권한을 가지는 내각의 모습과 크게 다르다.
최고재판소 장관은 15명 전원의 재판관으로 구성된 대법정의 재판장이 된다. 또한 소법정 심리에 출석할 때는 항상 재판장을 맡는다. 하지만 장관은 사법권을 대표해 고쿄의 의식이나 국내외의 빈객을 맞이하는 공식 행사에 참여하는 등의 직무 수행으로 바빠 소법정의 심리에는 대부분 관여하지 않는 관례가 이어지고 있다. 다만 요코타 마사토시나 다케사키 히로노부처럼 소법정의 심리에 적극 참여한 장관도 있었다.

### 사법행정권
최고재판소가 행하는 사법행정 사무는 재판관 회의를 거쳐야 하는데 최고재판소 장관이 이를 총괄한다. 또한 최고재판소 장관은 재판관 회의의 의장이 된다.
이 외에도 최고재판소 사무총장, 사법연수소장, 재판소 직원 종합연수소장, 최고재판소 도서관장을 감독한다.

### 기타
사법 기구의 요직 인사에 관여할 수 있다. 5월 초의 헌법기념일 때는 기자회견을 열어 사법의 현 상황에 대해 코멘트를 한다. 또한 「황실전범」 제28조에 따라 황실회의의 당연직 의원이 된다.

## 역대 장관
| 대수 | 이름              | 지명 당시 내각                   | 취임일           | 퇴임일           | 출신   | 불신임률 |
| ---- | ----------------- | -------------------------------- | ---------------- | ---------------- | ------ | -------- |
| 초대 | 미부치 다다히코   | 가타야마 내각                    | 1947년 8월 4일   | 1950년 3월 2일   | 재판관 | 5.54%    |
| 2대  | 다나카 고타로     | 제3차 요시다 내각                | 1950년 3월 3일   | 1960년 10월 24일 | 법학자 | 8.13%    |
| 3대  | 요코타 기사부로   | 제1차 이케다 내각                | 1960년 10월 25일 | 1966년 8월 5일   | 법학자 | 8.23%    |
| 4대  | 요코타 마사토시   | 제1차 사토 내각 (제2차 개조)     | 1966년 8월 6일   | 1969년 1월 10일  | 재판관 | 7.08%    |
| 5대  | 이시다 가즈토     | 제2차 사토 내각 (제2차 개조)     | 1969년 1월 11일  | 1973년 5월 19일  | 재판관 | 7.13%    |
| 6대  | 무라카미 도모카즈 | 제2차 다나카 가쿠에이 내각       | 1973년 5월 21일  | 1976년 5월 24일  | 재판관 | 10.33%   |
| 7대  | 후지바야시 에키조 | 미키 내각                        | 1976년 5월 25일  | 1977년 8월 25일  | 변호사 | 12.09%   |
| 8대  | 오카하라 마사오   | 후쿠다 다케오 내각               | 1977년 8월 26일  | 1979년 3월 31일  | 검찰관 | 12.21%   |
| 9대  | 핫토리 다카아키   | 제1차 오히라 내각                | 1979년 4월 2일   | 1982년 9월 30일  | 재판관 | 11.07%   |
| 10대 | 데라다 지로       | 스즈키 젠코 내각 (개조)          | 1982년 10월 1일  | 1985년 11월 3일  | 재판관 | 14.63%   |
| 11대 | 야구치 고이치     | 제2차 나카소네 내각 (제1차 개조) | 1985년 11월 5일  | 1990년 2월 19일  | 재판관 | 10.8%    |
| 12대 | 구사바 료하치     | 제1차 가이후 내각                | 1990년 2월 20일  | 1995년 11월 7일  | 재판관 | 11.1%    |
| 13대 | 미요시 도루       | 무라야마 내각 (개조)             | 1995년 11월 7일  | 1997년 10월 30일 | 재판관 | 7.99%    |
| 14대 | 야마구치 시게루   | 제2차 하시모토 내각 (개조)       | 1997년 10월 31일 | 2002년 11월 3일  | 재판관 | 9.61%    |
| 15대 | 마치다 아키라     | 제1차 고이즈미 내각 (제1차 개조) | 2002년 11월 6일  | 2006년 10월 15일 | 재판관 | 9.37%    |
| 16대 | 시마다 니로       | 제1차 아베 신조 내각             | 2006년 10월 16일 | 2008년 11월 21일 | 재판관 | 6.93%    |
| 17대 | 다케사키 히로노부 | 아소 내각                        | 2008년 11월 25일 | 2014년 3월 31일  | 재판관 | 6.25%    |
| 18대 | 데라다 이쓰로     | 제2차 아베 신조 내각             | 2014년 4월 1일   | 2018년 1월 8일   | 재판관 | 7.95%    |
| 19대 | 오타니 나오토     | 제4차 아베 신조 내각             | 2018년 1월 9일   | 2022년 6월 22일  | 재판관 | 7.96%    |
| 20대 | 도쿠라 사부로     | 제2차 기시다 내각                | 2022년 6월 24일  | 2024년 8월 10일  | 재판관 | 8.53%    |
| 21대 | 이마사키 유키히코 | 제2차 기시다 내각 (제2차 개조)   | 2024년 8월 16일  | 현직             | 재판관 | 11.46%   |

### 장관 대리
정년 퇴직 등으로 장관이 궐위되거나 해외 출장이나 입원 등으로 부재되었을 때 판사 중 한 명이 최고재판소 장관 대리가 되어 그 직무를 행한다. 이때 문서에는 '최고재판소 장관 대리 (줄 바꿈) 최고재판소 판사 OO'라 기재한다. 다만 재판은 재판장과 재판관의 이름으로 행해지므로 장관이나 장관 대리 직명은 재판 기록에 남지 않는다. 한편 다른 행정기관과 달리 최고재판소 장관 대리 발령은 관보에 게재되지 않는다.
국회 심의가 있을 때 국회가 최고재판소 장관에게 답변을 요할 수 있는데 이때 장관은 직접 출석하지 않고 최고재판소 사무총국 직원을 대신 보내는 것이 관례다. 이때 대신 출석하는 직원은 최고재판소 장관 대리자 자격으로 출석하는데 이는 최고재판소 장관 대리와는 성격이 판이한 것이다.

## 같이 보기
- 최고재판소
- 최고재판소 재판관
- 일본 대심원

## 참고 문헌
- 野村二郎 (1985). 《最高裁長官の戦後史》 (일본어). ビジネス社. ISBN 9784828402475.
- 野村二郎 (2004). 《日本の裁判史を読む事典》 (일본어). 自由国民社. ISBN 9784426221126.
- 山本祐司 (1997). 《最高裁物語（上）》 (일본어). 講談社+α文庫. ISBN 9784062561921.
- 山本祐司 (1997). 《最高裁物語（下）》 (일본어). 講談社+α文庫. ISBN 9784062561938.
- 新藤宗幸 (2009). 《司法官僚 裁判所の権力者たち》 (일본어). 岩波新書. ISBN 9784004312000.
- 毎日新聞社会部 (1991). 《検証・最高裁判所―法服の向こうで》 (일본어). 毎日新聞社. ISBN 9784620308357.
- 長嶺超輝 (2007). 《サイコーですか?最高裁!》 (일본어). 光文社. ISBN 9784334975319.